# Pietro Modoliense
Pietro Modoliense (Mottola, XI secolo – Italia, 1117) è stato un cardinale italiano.

## Biografia
Nacque a Mottola nell'XI secolo.
Papa Pasquale II lo elevò al rango di cardinale nel concistoro del 1100.
Non si conosce la data della sua morte né il luogo, ma morì attorno al 1117.